# Austin 12/4
La 12/4 è un'autovettura prodotta dall'Austin dal 1933 al 1939 in 71.654 esemplari. Per distinguerla dalla quasi omonima Austin 12, che fu prodotta precedentemente, la vettura divenne anche nota come  Austin Light 12/4, mentre l'altro modello citato fu in seguito rinominato, per lo stesso motivo, Austin Heavy 12. La 12/4 venne sostituita nel 1939 dall'Austin 12, che montava lo stesso motore. Il numero 12 nel nome dei modelli si riferiva alla potenza fiscale, cioè alla classificazione delle vetture ai fini del calcolo della tassa di possesso.
Nel 1931 l'Austin introdusse un nuovo modello, la 12/6. Esso era caratterizzato dall'avere 12 cavalli fiscali e dal possedere un motore a sei cilindri in linea. Ad esso seguì, nel 1933, un motore da 1.525 cm³ a valvole laterali e quattro cilindri in linea, che erogava 24 CV di potenza. Questo nuovo propulsore venne accoppiato con il telaio della 12/6: nacque così la 12/4. Il nuovo modello aveva installato inizialmente un cambio non sincronizzato a quattro rapporti. Nel 1934 apparve però un nuovo cambio con la terza e quarta marcia sincronizzata, a cui si aggiunse il secondo rapporto l'anno successivo.
Il telaio era convenzionale. Esso era accoppiato a sospensioni a balestra semi-ellittica sulle quattro ruote e a due assali rigidi, uno all'avantreno e l'altro al retrotreno. Erano installate delle ruote a raggi fino al 1937, quando vennero sostituite da ruote d'acciaio stampato.
Al lancio del modello era possibile scegliere tra due tipi di carrozzeria, cioè berlina a sei finestrini laterali (tre per parte), chiamata Harley, e torpedo due posti. Un secondo tipo di berlina con bagagliaio, chiamata Ascot, fu aggiunta alla gamma offerta nel 1934. L'anno successivo la Harley fu tolta di produzione. Sempre nel 1935 il radiatore cromato fu sostituito da un dispositivo per il raffreddamento che era in tinta con la carrozzeria. I primissimi esemplari avevano le luci laterali montate sul cofano motore, ma questi fanali vennero presto spostati sulla sommità dei parafanghi.
Nel 1937 ci furono aggiornamenti importanti, con il motore che fu spostato in avanti per aumentare lo spazio per i passeggeri. Altre migliorie includevano il piantone dello sterzo di tipo regolabile e i tergicristalli spostati dal lato superiore del parabrezza al cofano motore.
Nel 1938 le linee delle carrozzerie vennero arrotondate, e fu aggiunta alla gamma offerta la versione familiare. La torpedo, il cui stile era ormai datato per l'epoca, fu rimpiazzata dalla cabriolet quattro porte.